# Redouan El Hankouri
Redouan El Hankouri (Rotterdam, 3 februari 2001) is een Marokkaans-Nederlands voetballer die als middenvelder speelt. Hij is de jongere broer van Mohamed El Hankouri.

## Carrière
Redouan El Hankouri speelt in de jeugd van Excelsior. Sinds het begin van het seizoen 2018/19 maakt hij ook deel uit van de eerste selectie van Excelsior. Hij debuteerde in de Eredivisie op 25 augustus 2018, in de met 0-2 gewonnen uitwedstrijd tegen NAC Breda. Hij kwam in de 88e minuut in het veld voor Ali Messaoud. Op 19 juni 2019 tekende hij een tweejarig profcontract bij Excelsior. Door een blessure kwam hij twee jaar niet in actie. Aan het einde van het seizoen 2020/21 viel hij nog vijf keer in voor Excelsior in de Eerste divisie. Nadat zijn contract in 2021 afliep, was hij op proef bij TOP Oss, maar dit leverde geen contract op. In maart 2022 sloot hij bij Excelsior Maassluis aan, waar hij tot de zomerstop speelde. Hierna maakte hij de overstap naar SteDoCo.

### Statistieken
| Seizoen                       | Club                | Land           | Competitie         | Competitie | Competitie | Beker | Beker | Totaal | Totaal |
| Seizoen                       | Club                | Land           | Competitie         | Wed.       | Dlp.       | Wed.  | Dlp.  | Wed.   | Dlp.   |
| ----------------------------- | ------------------- | -------------- | ------------------ | ---------- | ---------- | ----- | ----- | ------ | ------ |
| 2018/19                       | Excelsior           | Nederland      | Eredivisie         | 1          | 0          | 0     | 0     | 1      | 0      |
| 2019/20                       | Excelsior           | Nederland      | Eerste divisie     | 0          | 0          | 0     | 0     | 0      | 0      |
| 2020/21                       | Excelsior           | Nederland      | Eerste divisie     | 5          | 0          | 0     | 0     | 5      | 0      |
| 2021/22                       | Excelsior Maassluis | Nederland      | Tweede divisie     | 10         | 0          | 0     | 0     | 10     | 0      |
| 2022/23                       | SteDoCo             | Nederland      | Derde divisie Zat. | 27         | 2          | 1     | 0     | 28     | 2      |
| 2023/24                       | SteDoCo             | Nederland      | Derde divisie B    | 1          | 0          | 0     | 0     | 1      | 0      |
| Carrièretotaal                | Carrièretotaal      | Carrièretotaal | Carrièretotaal     | 44         | 2          | 1     | 0     | 45     | 2      |
| Bijgewerkt op 2 februari 2024 |                     |                |                    |            |            |       |       |        |        |